# Marianna Angeli Pascoli

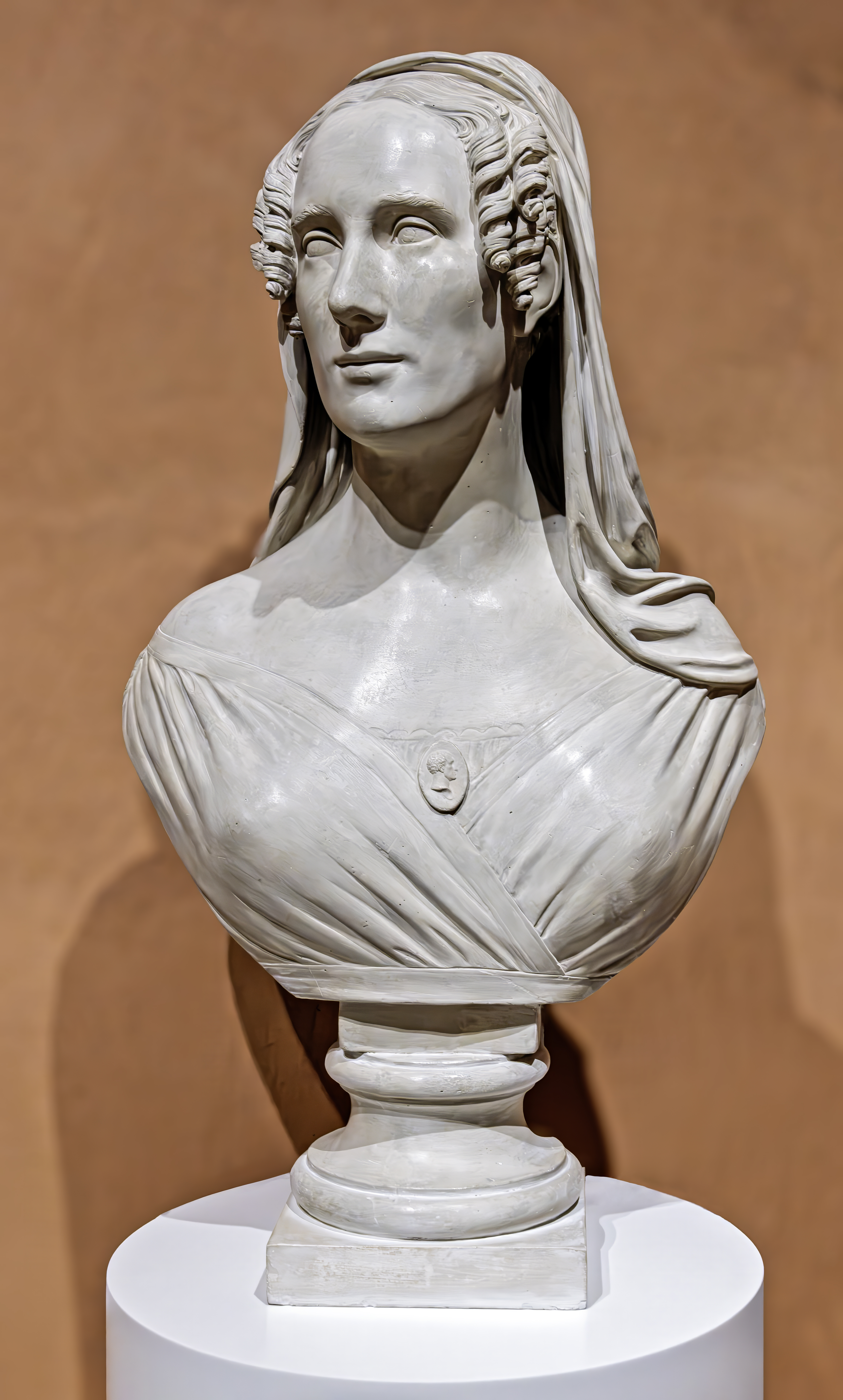
Büste der Malerin von Luigi Zandomeneghi, entstanden nach 1822; Treviso, Museo civico

Marianna Angeli Pascoli, auch Marianna Pascoli oder Marianna Pascoli Angeli (* 1790 in Monfalcone; † 28. Oktober 1846 daselbst) war eine Genre- und Porträtmalerin, die in Venedig, Udine, Vito d’Asio und Colza in Karnien tätig war.

## Leben und Werk
Marianna Pascoli wurde als Tochter des Giacomo Alvise Pascoli und der Domenica Angeli 1790 in Monfalcone geboren, die aus Colza di Maiaso in der Kommune Enemonzo (Udine) stammten. Schon früh wurde ihr Talent erkannt, und so wurde sie zunächst an das Collegio di S. Spirito in Udine überantwortet, wo sie in Musik und Malerei unterrichtet wurde. Danach lernte sie beim Miniaturisten Solferini in Triest, um schließlich an die Accademia di belle arti di Venezia zu wechseln, wo sie von Teodoro Matteini als Schülerin angenommen wurde.
Dort übte sie sich zunächst in der Technik des Kopierens der Werke früherer Meister, wie Tizian, Veronese oder Bellini. 14 dieser Bilder befinden sich heute im Paduaner Museo civico, dem städtischen Museum, etwa 50 weitere sind in Europa verstreut. So finden sich ihre Werke in Wien oder Petersburg. Sie selbst besuchte die wichtigen Zentren der Malerei Italiens, wie Rom, Bologna oder Florenz. In Rom besuchte sie die Werkstatt des zu dieser Zeit überaus berühmten Antonio Canova, der sie ermutigte, beriet und sie auf die Porträtkunst lenkte. Auch verband die beiden eine zartfühlende Freundschaft, die auch nach ihrer Heirat mit dem Anwalt Angelo Angeli in Venedig Bestand hatte.
Sie selbst zog nach Venedig, wo sie dauerhaft Aufenthalt nahm. Dort öffneten sich die wichtigen Salons der Stadt, wie die Casa Cicognara, und die Salons von Isabella Albrizzi-Teotochi und Giustina Renier Michiel. Auch arbeitete sie für vermögende Ausländer, für die sie Porträts fertigte, aber auch Kopien der großen Meister der venezianischen Schule. Insgesamt soll sie 88 Porträts angefertigt haben. 1821 malte sie für das Oratorium des Seminario patriarcale della Salute ein Triptychon im Rahmen eines Renaissance-Altars, nämlich die Muttergottes mit dem Kinde zwischen San Lorenzo Giustiniani und dem hl. Ludwig. 1823 malte sie für die Kirche San Felice in Cannaregio ein Altarretabel (pala) mit der hl. Anna, dann für die Kirche San Cassan eine weitere Pala mit Madonna, Kind und vier Heiligen für den Altar zur Rechten des Hauptaltars. 1824 wurde sie Ehrenmitglied der Accademia di San Luca in Rom.
Im Dom zu Rovigo fertigte sie eine weitere Pala mit dem hl. Andrea Avellino an. Eine weitere Madonna begeisterte Kardinal Placido Zurla dermaßen, dass er ihr Zugang zur Accademia di S. Luca in Rom verschaffte. In Udine malte sie 1820 ein Porträt der Contessa Margherita Antonini Belgrado (heute in den Musei Civici), dann einen weiteren Altaraufsatz für die Kirche San Michele Arcangelo in Vito d’Asio. Auch in Karnien, wo sie Zeit im Familienpalast in Colza verbrachte, porträtierte sie Freunde und Verwandte.
Schon zu Lebzeiten wurde ihr ein Beitrag in Zanottos Storia della pittura veneziana gewidmet. Die Meisterin starb in Monfalcone am 28. Oktober 1846 im Alter von 56 Jahren. Sie hinterließ neben ihren sonstigen Werken ein Selbstporträt mit ihrem Sohn, das sich heute im Paduaner Museo civico (inv. 2047) befindet.